# Alessandra Tava
Alessandra Tava (Voghera, 8 settembre 1991) è una cestista italiana.
Ala grande di 183 cm, ha giocato in Serie A1 con Orvieto e Virtus Spezia e nelle Nazionali italiane giovanili.

## Carriera

### Club
Cresciuta nel Basket Club Castelnuovo Scrivia e successivamente nel San Raffaele Basket di Roma, gioca nella Virtus Viterbo in serie A2 nel 2009. Disputa 26 gare con 13,0 punti a partita.
Ha vinto la Coppa Italia di Serie A2 nel 2011 con La Spezia.
Nell'estate 2011 viene ingaggiata sempre in A2 da Orvieto, ottenendo la sua prima promozione in A1. L'esordio in massima serie è il 21 ottobre 2012 in Orvieto-Pozzuoli 80-65. Trova poco spazio quindi a dicembre ritorna alla Cestistica Spezzina in serie A2.
La stagione 2013-2014 è alla Libertas Bologna; in 20 partite segna in media 11,0 punti e 4,8 rimbalzi.
Quindi passa alla Virtus Basket Spezia in prima serie, ma con il ritiro della squadra dal campionato 2014-2015, trova un ingaggio nella squadra della Udominate Umea nella massima serie svedese, dove con 16 presenze è finalista in campionato. Disputa anche una gara dei quarti di finale di Eurocup.
Dopo un anno di stop per scelte personali, torna a giocare in Italia nel Basket Progresso Bologna, con il quale ottiene altre due promozioni in A1. Dal 2019 al 2022 gioca per la Virtus Segafredo Bologna che milita in serie A1, dopo l'esperienza di Bologna si trasferisce al Geas Sesto San Giovanni dal 2022 al 2024 sempre in A1.
Nell'estate del 2024 scende di categoria in A2 girone B trasferendosi all'A.S. Vicenza.
A fine stagione accetta di trasferirsi al Sanga Milano sempre in A2 girone A

### Nazionale
L'esordio nella nazionale maggiore è in una gara amichevole ad Ariano Irpino il 4 marzo 2013.

## Statistiche

### Cronologia presenze e punti in Nazionale
| Cronologia completa delle presenze e dei punti in Nazionale - Italia | Cronologia completa delle presenze e dei punti in Nazionale - Italia | Cronologia completa delle presenze e dei punti in Nazionale - Italia | Cronologia completa delle presenze e dei punti in Nazionale - Italia | Cronologia completa delle presenze e dei punti in Nazionale - Italia | Cronologia completa delle presenze e dei punti in Nazionale - Italia | Cronologia completa delle presenze e dei punti in Nazionale - Italia | Cronologia completa delle presenze e dei punti in Nazionale - Italia |
| Data                                                                 | Città                                                                | In casa                                                              | Risultato                                                            | Ospiti                                                               | Competizione                                                         | Punti                                                                | Note                                                                 |
| -------------------------------------------------------------------- | -------------------------------------------------------------------- | -------------------------------------------------------------------- | -------------------------------------------------------------------- | -------------------------------------------------------------------- | -------------------------------------------------------------------- | -------------------------------------------------------------------- | -------------------------------------------------------------------- |
| 4-3-2013                                                             | Ariano Irpino                                                        | LPA Ariano Irpino                                                    | 49 - 71                                                              | Italia                                                               | Amichevole                                                           | 4                                                                    | [ 10 ]                                                               |
| Totale                                                               |                                                                      | Presenze                                                             | 1                                                                    |                                                                      | Punti                                                                | 4                                                                    |                                                                      |

## Palmarès
- Campionato italiano di Serie A2: 2
Azzurra Orvieto: 2011-2012
Progresso Bologna: 2016-2017
Progresso Bologna: 2018- 2019
- Coppa Italia di Serie A2: 1
Cestistica Spezzina: 2011
- Campionato europeo Under-16 Division B: 1
Nazionale italiana: 2007
- Scudetto giovanile Under19 con San Raffaele Roma: 2006-2007
- Scudetto giovanile Under19 con San Raffaele Roma : 2007 -2008
- Scudetto giovanile Under17 con San Raffaele Roma: 2007-2008
- Oro ai Mondiali Universitari 3x3: Serbia 2012
- Bronzo ai Mondiali Universitari 3x3: Brasile 2014